# Andropogon insolitus
Andropogon insolitus är en gräsart som beskrevs av Sohns. Andropogon insolitus ingår i släktet Andropogon och familjen gräs.
Artens utbredningsområde är Venezuela. Inga underarter finns listade i Catalogue of Life.